# Atalante (mythologie)

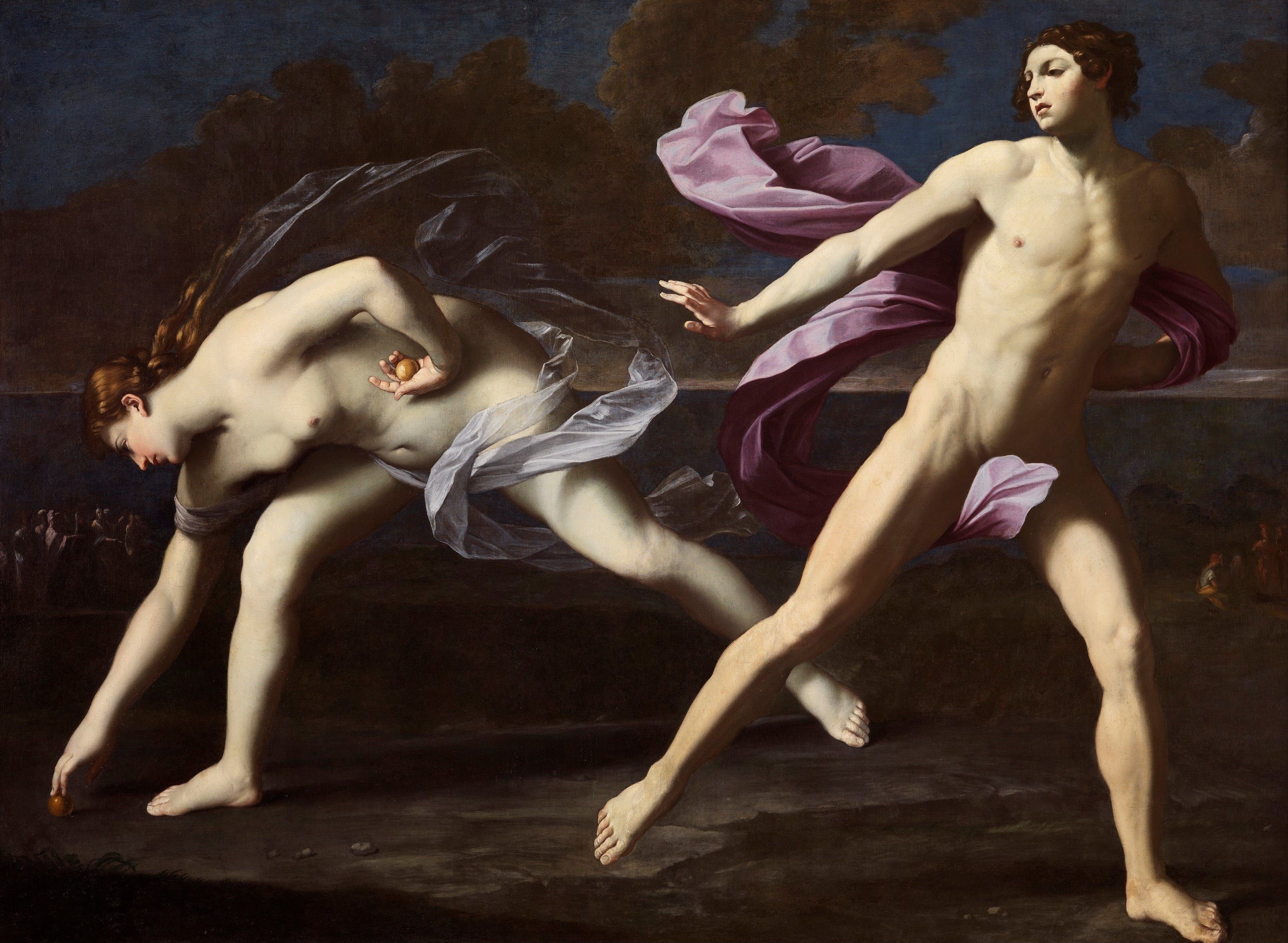
Atalanta en Hippomenes, Guido Reni, ca. 1622–25

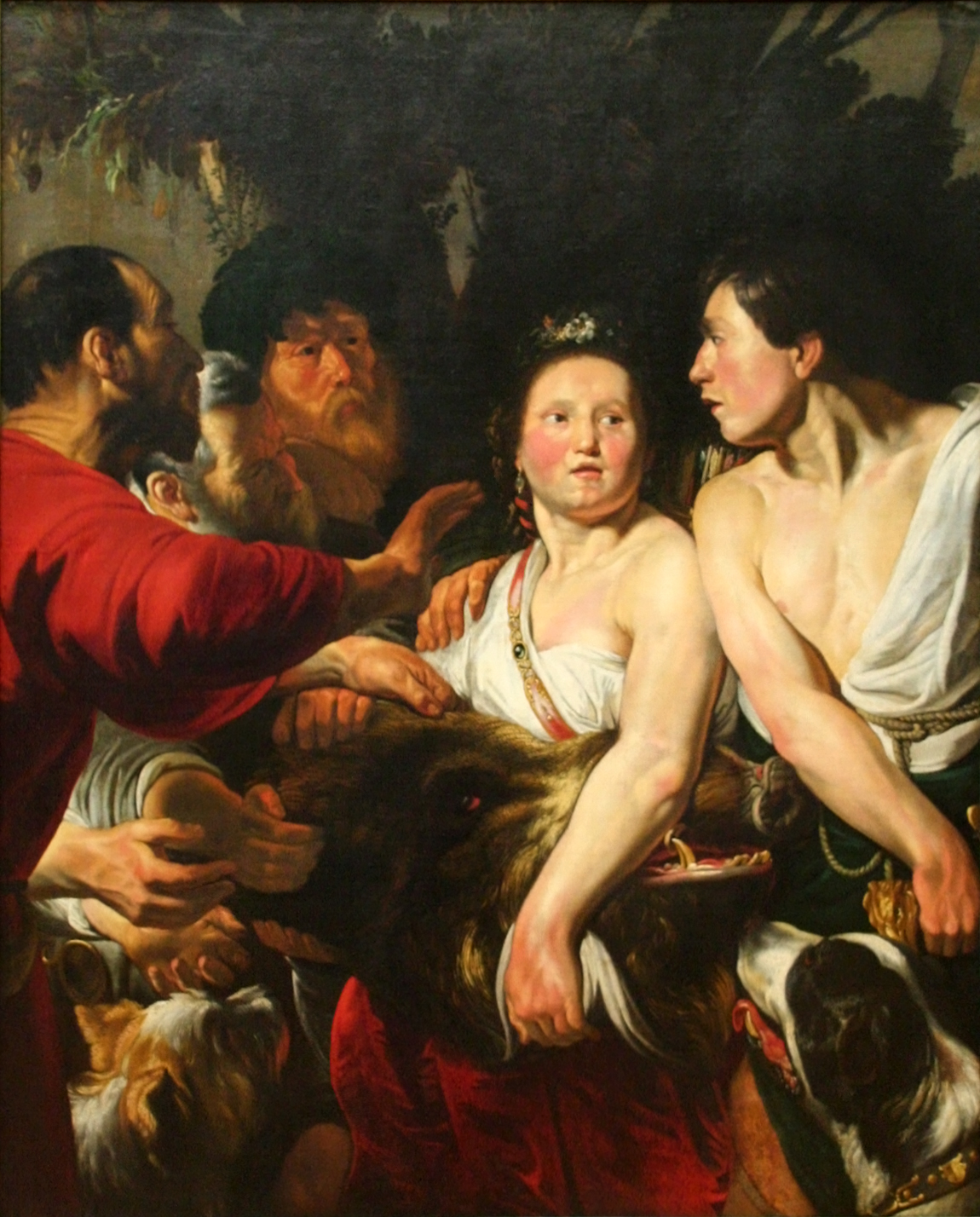
Meleager en Atalanta. Jacob Jordaens, ca. 1618

Atalante of Atalanta (Oudgrieks: Ἀταλάντη, Atalántē) is in de Griekse mythologie de dochter van een vorst die al jaren hoopte op een of meerdere mooie zonen.

## Het verhaal
Een koning die graag een zoon wilde, kreeg op een dag een dochtertje. De oude koning wilde zijn kind niet en liet haar achter in een gebergte vol met wilde beren en wolven. Maar Atalante had geluk: een berin die haar jong verloren had, vond het meisje en zoogde haar. Toen de berin stierf tijdens de jacht, ontfermde een jager zich over het meisje.
Algauw bleek dat Atalante een behendige jaagster was, en heel snel. Ze wilde zich meten met de mannen: ze moest, en zou, sneller zijn! De mannen waren verbaasd. Atalante bewees zich later door centauren te doden met twee snelle pijlen.
In zijn Argonautica schrijft Apollonius van Rhodos dat toen Jason mannen zocht voor de reis naar het Gulden Vlies, Atalante zich ongewild aanbood. Jason vond het beter dat ze thuisbleef. Vol verdriet en walging huilde ze: niet omdat ze niet mee mocht, maar omdat ze een vrouw was! Maar haar wraak zou zoet zijn.
Toen de Argo terugkwam van de reis, zou Atalante wraak nemen: tijdens de begrafenisspelen bedwong ze Peleus. Men was beschaamd dat een vrouw de beste van hun mannen had verslagen. Toen aanvaardden ze haar als hun gelijke. Later ging ze mee om het zwijn van Kalydonië te doden. Zij verwondde het zwijn als eerste; Meleager, de zoon van de Kalydonische koning, doodde het en schonk haar de huid. Niet iedereen was het daarmee eens en zo ontstond een ruzie die zou leiden tot Meleager's dood.
Toen Atalante de huid van het zwijn had, accepteerde haar vader dat ze zijn dochter was. Een dochter die van befaamde helden kon winnen, wilde hij wel erkennen. Maar ze moest wel trouwen om de toekomst zeker te stellen voor de troon. Atalante ging ermee akkoord, maar ze zou alleen trouwen met een gelijke. Rijk en beroemd was niet goed genoeg voor haar, een man die haar kon verslaan met een hardloopwedstrijd zou ze trouwen. Haar vader ging ermee akkoord: al snel kwamen er prinsen en koningen af om het meisje te huwen. Niemand won de wedstrijd en de koning wilde de moed opgeven.
Tot er een jonge vorst kwam, Hippomenes. Hij beweerde dat hij Atalante kon verslaan: niet door snelheid, maar door list. Voor hij zou lopen verscheen Aphrodite voor Hippomenes en gaf hem drie gouden appels. Ze waren oogverblindend mooi en glansden als de zon en de maan tezamen. De godin vertelde dat hij, wanneer Atalante te dichtbij kwam, een appel voor haar voeten moest gooien. Zij zou ze willen pakken en dan zou Hippomenes een voorsprong krijgen.
Hippomenes deed wat Aphrodite zei en hij won uiteindelijk. Maar tijdens de offerfeesten vergat hij Aphrodite te eren waarna ze woedend werd. Tijdens een jacht door het bos liet ze Hippomenes gek worden van verlangen naar zijn bruid. Er was geen huis in de buurt, enkel een tempel van Zeus. Daar trok hij Atalante naar binnen en bleef haar beminnen tot Zeus de twee in de gaten kreeg en ze voor straf in een leeuw en een leeuwin veranderde. De oude Grieken hadden namelijk een opvatting dat leeuwen niet met elkaar zouden paren, maar met luipaarden. Het koppel liep recht het bos in, maar hun straf was dat ze elkaar op die vlucht nooit meer terug zouden vinden.